# Empoasca squamosa
Empoasca squamosa är en insektsart som beskrevs av Irena Dworakowska 1981. Empoasca squamosa ingår i släktet Empoasca och familjen dvärgstritar. Inga underarter finns listade i Catalogue of Life.